# Liga Leumit 1966-1967 (pallacanestro)
La Liga Leumit 1966-1967 è stata la 13ª edizione del massimo campionato israeliano di pallacanestro maschile. La vittoria finale è stata ad appannaggio del Maccabi Tel Aviv.

## Regular season

### Gruppo Nord
|  |    | Squadra            | G  | V  | P  | PF  | PS  | PF/PS | Pt | Qualificazione       |
|  | -- | ------------------ | -- | -- | -- | --- | --- | ----- | -- | -------------------- |
|  | 1. | Hapoel Haifa       | 12 | 10 | 2  | 841 | 705 | +136  | 22 | gruppo playoffs      |
|  | 2. | Maccabi Haifa      | 12 | 9  | 3  | 760 | 683 | +77   | 21 | gruppo playoffs      |
|  | 3. | H. Mishmar HaEmek  | 12 | 7  | 5  | 734 | 703 | +31   | 19 | gruppo playoffs      |
|  | 4. | Hapoel Kiryat Haim | 12 | 6  | 6  | 729 | 771 | -42   | 18 | gruppo playoffs      |
|  | 5. | Hapoel Gvat        | 12 | 5  | 7  | 761 | 765 | -4    | 17 | gruppo retrocessione |
|  | 6. | Hapoel Giv'at Haim | 12 | 3  | 9  | 706 | 829 | -123  | 15 | gruppo retrocessione |
|  | 7. | Hapoel Beit Alfa   | 12 | 2  | 10 | 661 | 741 | -80   | 14 | gruppo retrocessione |

### Gruppo Sud
|  |    | Squadra               | G  | V  | P  | PF  | PS  | PF/PS | Pt | Qualificazione       |
|  | -- | --------------------- | -- | -- | -- | --- | --- | ----- | -- | -------------------- |
|  | 1. | Maccabi Tel Aviv      | 12 | 11 | 1  | 927 | 708 | +219  | 23 | gruppo playoffs      |
|  | 2. | Hapoel Tel Aviv       | 12 | 11 | 1  | 991 | 743 | +248  | 23 | gruppo playoffs      |
|  | 3. | Hapoel Holon          | 12 | 6  | 5  | 782 | 868 | -86   | 18 | gruppo playoffs      |
|  | 4. | Hapoel Gerusalemme    | 12 | 5  | 7  | 817 | 811 | +6    | 17 | gruppo playoffs      |
|  | 5. | Maccabi Petah Tiqwa   | 12 | 5  | 7  | 638 | 722 | -84   | 17 | gruppo retrocessione |
|  | 6. | Hapoel Giv'at Brenner | 12 | 3  | 9  | 717 | 831 | -114  | 15 | gruppo retrocessione |
|  | 7. | ASA Tel Aviv          | 12 | 1  | 11 | 686 | 876 | -190  | 13 | gruppo retrocessione |

## Seconda fase

### Poule scudetto
|  |    | Squadra            | G  | V  | P  | PF   | PS   | PF/PS | Pt |
|  | -- | ------------------ | -- | -- | -- | ---- | ---- | ----- | -- |
|  | 1. | Maccabi Tel Aviv   | 14 | 13 | 1  | 1149 | 908  | +241  | 27 |
|  | 2. | Hapoel Tel Aviv    | 14 | 13 | 1  | 1176 | 954  | +222  | 27 |
|  | 3. | Hapoel Haifa       | 14 | 8  | 6  | 1051 | 1000 | +51   | 22 |
|  | 4. | H. Mishmar HaEmek  | 14 | 6  | 8  | 954  | 948  | +6    | 20 |
|  | 5. | Maccabi Haifa      | 14 | 5  | 9  | 933  | 1000 | -67   | 19 |
|  | 6. | Hapoel Holon       | 14 | 4  | 10 | 917  | 1093 | -176  | 18 |
|  | 7. | Hapoel Gerusalemme | 14 | 3  | 11 | 1029 | 1172 | -143  | 17 |
|  | 8. | Hapoel Kiryat Haim | 14 | 4  | 10 | 890  | 1024 | -134  | 17 |

### Poule retrocessione
|  |    | Squadra               | G  | V | P | PF  | PS  | PF/PS | Pt | Qualificazione            |
|  | -- | --------------------- | -- | - | - | --- | --- | ----- | -- | ------------------------- |
|  | 1. | Hapoel Gvat           | 10 | 8 | 2 | 656 | 592 | +64   | 18 |                           |
|  | 2. | Hapoel Beit Alfa      | 10 | 6 | 4 | 591 | 544 | +47   | 16 |                           |
|  | 3. | Hapoel Giv'at Brenner | 10 | 6 | 4 | 673 | 628 | +45   | 16 |                           |
|  | 4. | Hapoel Giv'at Haim    | 10 | 5 | 5 | 603 | 625 | -22   | 15 |                           |
|  | 5. | Maccabi Petah Tiqwa   | 10 | 4 | 6 | 627 | 584 | -43   | 14 | retrocesse in Liga Artzit |
|  | 6. | ASA Tel Aviv          | 10 | 1 | 9 | 544 | 721 | -177  | 11 | retrocesse in Liga Artzit |

## Squadra vincitrice
|    | Naz.                   | Ruolo | Sportivo           | Anno | Alt. |  |  |
| -- | ---------------------- | ----- | ------------------ | ---- | ---- |  |  |
| 4  | Israele (bandiera)     | AG    | Josef Leja         | 1948 | 205  |  |  |
| 5  | Israele (bandiera)     | P     | Haim Starkman      | 1944 | 178  |  |  |
| 6  | Stati Uniti (bandiera) | G     | Tal Brody          | 1943 | 187  |  |  |
| 7  | Israele (bandiera)     | G     | Gideon Freitag     | 1943 | 174  |  |  |
| 8  | Israele (bandiera)     | AP    | Amnon Avidan       | 1943 | 188  |  |  |
| 9  | Israele (bandiera)     | A     | Moshe Golovey      | 1936 | 188  |  |  |
| 10 | Israele (bandiera)     |       | Gadi Gutman        |      |      |  |  |
| 11 | Israele (bandiera)     | C     | Klein Shapira      | 1948 | 197  |  |  |
| 12 | Israele (bandiera)     | C     | Tanhum Cohen-Mintz | 1939 | 204  |  |  |
| 13 | Israele (bandiera)     | AC    | Gabi Neumark       | 1946 | 198  |  |  |
| 14 | Israele (bandiera)     | A     | Abraham Hoffman    | 1938 | 190  |  |  |
| 15 | Israele (bandiera)     | AP    | Shabtai Ben-Bassat | 1940 | 187  |  |  |
| 16 | Israele (bandiera)     | A     | Ruben Daniel       |      |      |  |  |
| 17 | Israele (bandiera)     |       | Michael Roter      |      |      |  |  |
|    | Israele (bandiera)     | ALL   | Yehoshua Rozin     |      |      |  |  |